# مارك إليس
مارك إليس (بالإنجليزية: Mark Ellis)‏ (و. 1977  م) هو لاعب كرة قاعدة، من الولايات المتحدة، ولد في رابيد سيتي، يلعب كقاعدي ثاني ‏.

## التعليم
تعلم في Stevens High School (South Dakota) ‏، وجامعة فلوريدا.

## روابط خارجية
- مارك إليس على موقع دوري كرة القاعدة الرئيسي (الإنجليزية)
- مارك إليس على موقعبيزبول رفرنس.كوم (الدوري الرئيسي) (الإنجليزية)
- مارك إليس على موقعبيزبول رفرنس.كوم (الدوري الثانوي) (الإنجليزية)
- مارك إليس على موقع إي إس بي إن.كوم (أم.أل.بي) (الإنجليزية)
- مارك إليس على موقع مشجعي الرسوم البيانية (الإنجليزية)